# Steve Souza
Steve Souza, detto Zetro (24 marzo 1964), è un cantante statunitense, ex frontman degli Exodus. Esordì come cantante dei Testament (quando ancora si chiamavano "Legacy").

## Biografia
È noto soprattutto per la sua carriera negli Exodus, con cui ha cantato dal 1986 al 1993, chiamato in sostituzione di Paul Baloff cacciato per uso di droghe, e nel 2004, ancora in sostituzione di Baloff scomparso nel 2002, per poi lasciare il gruppo durante un tour in Sudafrica.
La sua voce ricorda quella di Bon Scott il precedente cantante degli AC/DC, lo si può notare dalle 2 cover del gruppo australiano registrate con gli Exodus: Overdose e Dirty Deeds Done Dirt Cheap.
Nel 2005 ha formato un nuovo gruppo con Chuck Billy chiamato Dublin Death Patrol (D.D.P.) ed ha partecipato al concerto di beneficenza "Thrash Against Cancer" svoltosi al The Pound di San Francisco, cantando con i Testament.
L'8 giugno 2014, in seguito alla dipartita del cantante Rob Dukes, Gary Holt ha annunciato il ritorno di Steve Souza negli Exodus con il quale hanno pubblicato l'undicesimo album Blood In, Blood Out.
A gennaio 2025, dopo 11 anni e due album, Blood In, Blood Out e Persona Non Grata, il cantante si separa nuovamente dagli Exodus venendo sostituito ancora una volta da Rob Dukes. Le ragioni del suo abbandono risalgono a motivi familiari.

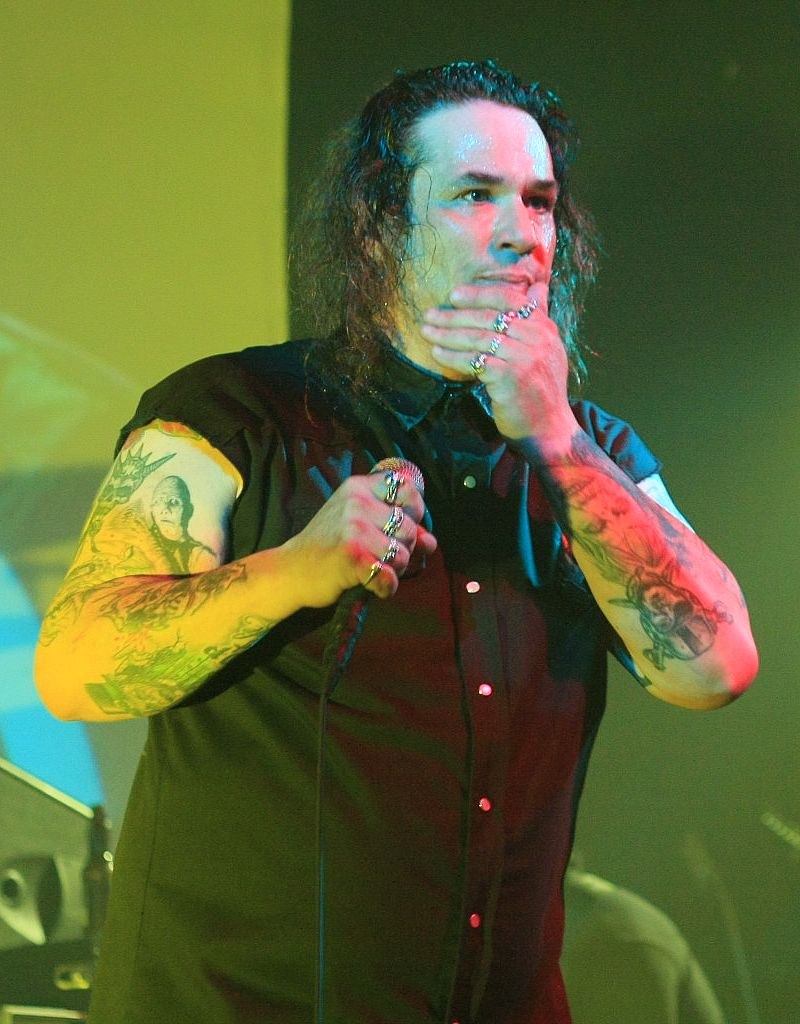
Steve Souza nel 2011

## Discografia

### con gli Exodus
- 1987 – Pleasures of the Flesh
- 1988 – Fabulous Disaster
- 1990 – Impact Is Imminent
- 1991 – Good Friendly Violent Fun (album dal vivo)
- 1992 – Force of Habit
- 1992 – Lessons in Violence (raccolta)
- 2004 – Tempo of the Damned
- 2005 – Live at the DNA 2004 (Official Bootleg) (album dal vivo)
- 2005 – Live at the DNA (Tempo of the Damned CD Release Party) (video)
- 2014 – Blood In, Blood Out
- 2021 – Persona non grata

### Con i Dublin Death Patrol
- 2007 - DDP 4 Life
- 2012 - Death Sentence

### Con i Hatriot
- 2011 – Hatriot (demo)
- 2013 – Heroes of Origin
- 2014 – Dawn of the New Centurion

### Con i Testament
- 1985 – Demo:1 (sotto il nome Legacy)
- 2001 – First Strike Still Deadly (voce nei brani Alone in the Dark e Reign of Terror)
- 2008 – The Formation of Damnation (voce addizionale)
- 2020 – Titans of Creation (voce addizionale)

### Collaborazioni
- 1991 – Panic - Epidemic (voce nei brani Spider Desire e I Stole Your Love (KISS cover))
- 2010 – Forbidden - Omega Wave (cori nel brano Overthrow)
- 2009 – Tenet - Sovereign
- 2012 – Angerhead - Pissed Off!! (EP) (voce nel brano Angerhead)
- 2015 – Metal Allegiance - Metal Allegiance (voce nel brano We Rock (Dio cover))
- 2017 – The Power Of Pain - My Dark Secret (voce nel brano Tastes like H8)
- 2019 – Korpiklaani - Kulkija (voce nel brano Riemu)
- 2020 – Posehn - Grandpa Metal (voce nel brano Take on Me (A-ha cover))
- 2020 – Korpiklaani - Beer Kill Kill (singolo)